# 老街街道 (石河子市)
老街街道，中华人民共和国新疆维吾尔自治区石河子市下属的一个街道，位于市区西北部。

## 建制沿革
- 1977年，置老街街道。

## 行政区划
老街街道下辖15个社区：
- 五小区第一社区、五小区第二社区、五小区第三社区、六小区第一社区、六小区第二社区、六小区第三社区、十一小区第一社区、十一小区第二社区、十三小区社区、十二小区社区第一居委会、十二小区社区第二居委会、望月坪社区、龙泉社区、小白杨社区